# Franz Hirt

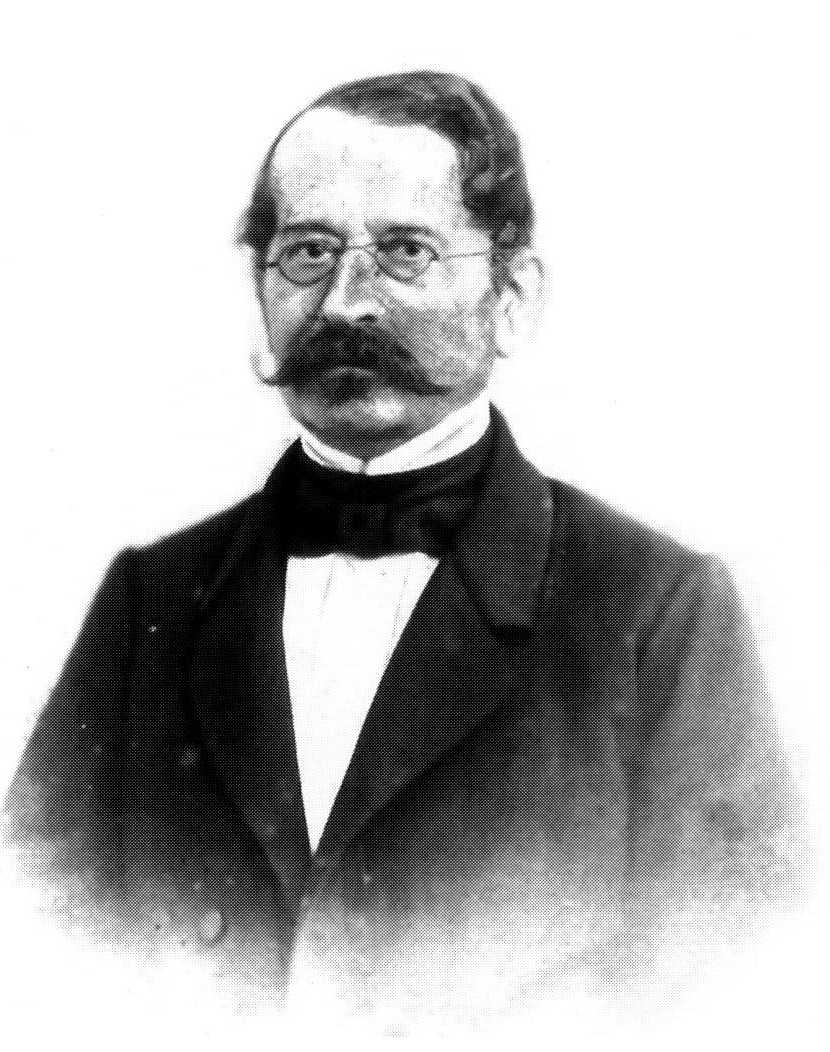
Franz Hirt

Julius Franz Hirt (* 20. Februar 1811 in Gera; † 4. März 1882 ebenda) war ein deutscher Richter und Politiker.

## Familie
Franz Hirt war der Sohn des Regierungskanzlisten Johann Conrad Hirt und dessen Ehefrau Marie Rosine geborene Cotta. Hirt, der evangelisch-lutherischer Konfession war, heiratete am 18. Juli 1839 in Gera Louise Franziska geborene Raithel (* 5. März 1814 in Gera; † 16. November 1881 ebenda), die Tochter des Schmiedemeisters und Bürgers Heinrich Raithel aus Gera.

## Leben
Franz Hirt besuchte das Gymnasium Rutheneum in Gera und studierte 1830 bis 1833 Staats- und Rechtswissenschaften an der Universität Leipzig. Nach beiden Staatsexamen wurde er am 14. Juni 1833 Akzessist beim fürstlichen Stadt- und Landgericht in Gera. Ab dem 3. Juli 1833 war er auch Notar. Am 6. November 1834 wurde er als Expedient an die Kanzlei der gemeinschaftlichen Landesadministration versetzt, wo er 1835 Kanzleisekretär wurde. 1838 bis 1842 war er Aktuar beim gemeinschaftlichen Justizamt Gera-Untermhaus und dort Stellvertreter des Amtmanns.
1842 wurde er durch die Stadtverordneten zum Stadtsyndikus von Gera gewählt. Vom 1. März 1846 bis zum 1. Juli 1863 war er Kriminalrichter und Direktor des gemeinschaftlichen Kriminalgerichtes/Kreisgerichtes Gera. Am 1. Mai 1864 wurde er als Nachfolger des Kriminalrates Karl Friedrich Heinemann Dirigent des Kriminalgerichtes mit dem Titel "Rat". Anschließend war er Direktor des Kreisgerichtes Gera. Vom 1. Oktober 1879 bis zu seinem Tod war er Direktor des Landgerichtes Gera.
Hirt war der Verfasser zahlreicher juristischer Schriften. Er war Mitverfasser der ADB. Unter dem Pseudonym Bernhard Auinger veröffentlichte er Dramen.

## Politik
Franz Hirt war mit Unterbrechungen von 1851 bis 1865 Mitglied im Landtag Reuß jüngerer Linie. In diesem Landtag war er 1852 stellvertretender Landtagspräsident und 1852/53 sowie 1862 bis 1865 Landtagspräsident.

## Ehrungen
1864 erhielt Franz Hirt das Fürstliche Zivilehrenkreuz 1. Klasse. 1881 wurde er mit dem Komturkreuz des Großherzoglich Sächsischen Hausorden der Wachsamkeit oder vom weißen Falken geehrt.